# Coussan
Coussan é uma comuna francesa na região administrativa de Occitânia, no departamento dos Altos Pirenéus. Estende-se por uma área de 3,12 km². Em 2010 a comuna tinha 128 habitantes (densidade: 41 hab./km²).